# タトラT3RF
タトラT3RFは、かつてチェコのプラハに存在した鉄道車両メーカーのČKDタトラが製造した路面電車車両。同社が展開していたタトラT3やタトラT3Rを基に、車体設計や機器の近代化等の変更が施された形式で、2000年に倒産した同社が最後に製造した車両の1つだった。

## 概要
1990年代以降、ČKDタトラは長年製造していたタトラT3の改良型車両であるタトラT3Rを開発し、チェコのブルノ市電やプラハ市電に向けて導入した。これに続き、ロシア連邦の各都市へ向けて製造されたのがタトラT3RFである。
インダストリアルデザイナーのパトリック・コタスが設計した新造形の前面デザインや片運転台の車体、電力消費を抑えた電機子チョッパ制御装置など基本的な構造はT3Rに準じていたが、以下の点で差異が存在した。
- 乗降扉の形状 - 車体の右側に3箇所設置された乗降扉は、T3Rでは両開き式のプラグドアが用いられていたが、T3RFは両開き式の2枚折り戸が設けられていた[1][2]。
- 集電装置 - T3Rは集電装置としてシングルアーム式パンタグラフが搭載された一方、T3RFは菱形パンタグラフが使われた[1][2]。
- 空調 - T3Rには運転室に冷房装置が設置された一方、ロシア連邦に導入されたT3RFには搭載されていなかった。ただしチェコで使用される事になった一部の車両については改造により冷房装置の設置が行われている[1][2][4][3]。
- 制御装置 - ブルノ市電やプラハ市電に導入されたT3Rの制御装置はGTO素子のTV8形であった一方、T3RFはIGBT素子を用い、電力の回収が可能な回生ブレーキに対応したTV14形に変更された[2][10][11]。

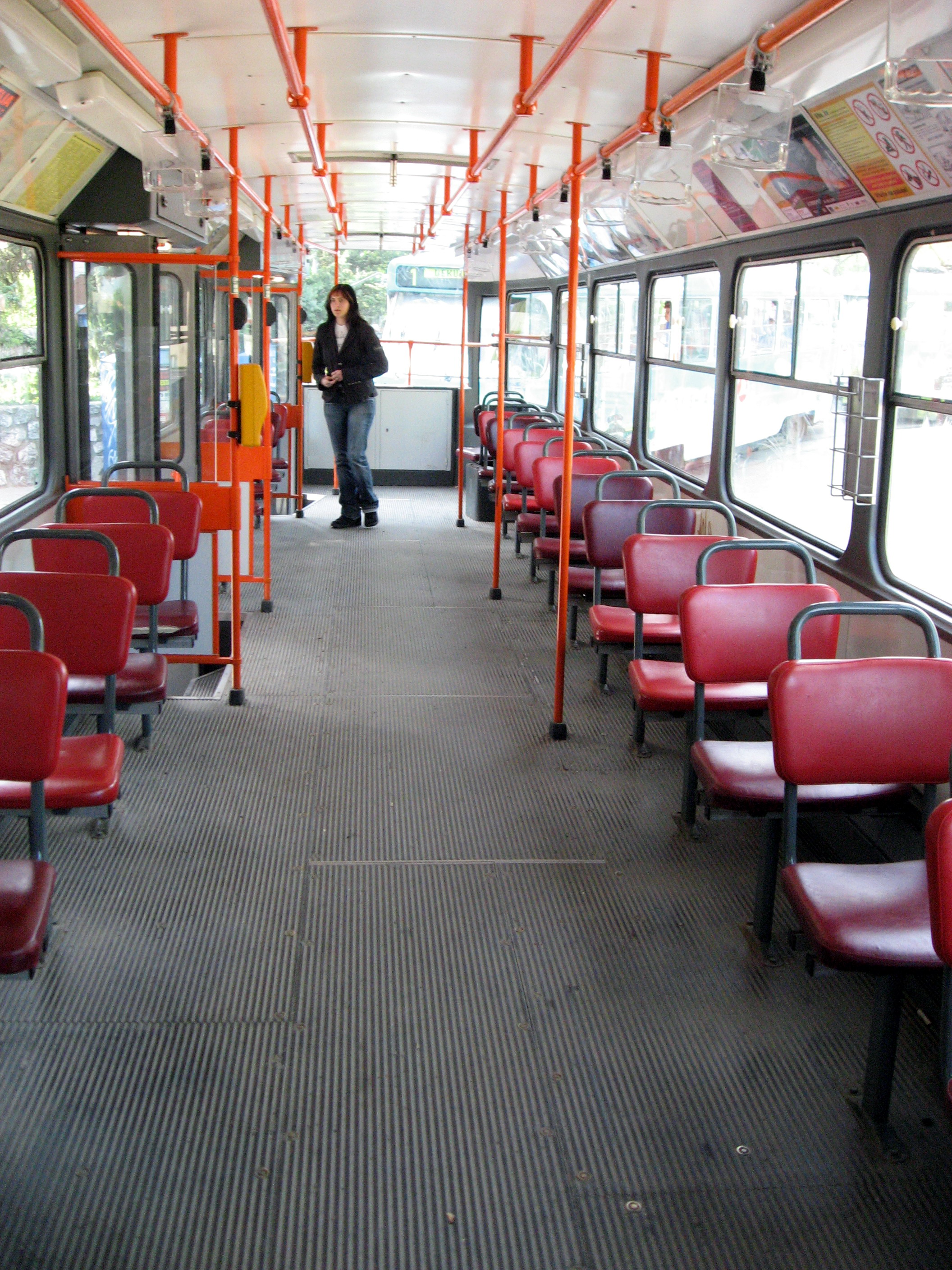
車内（ブルノ）
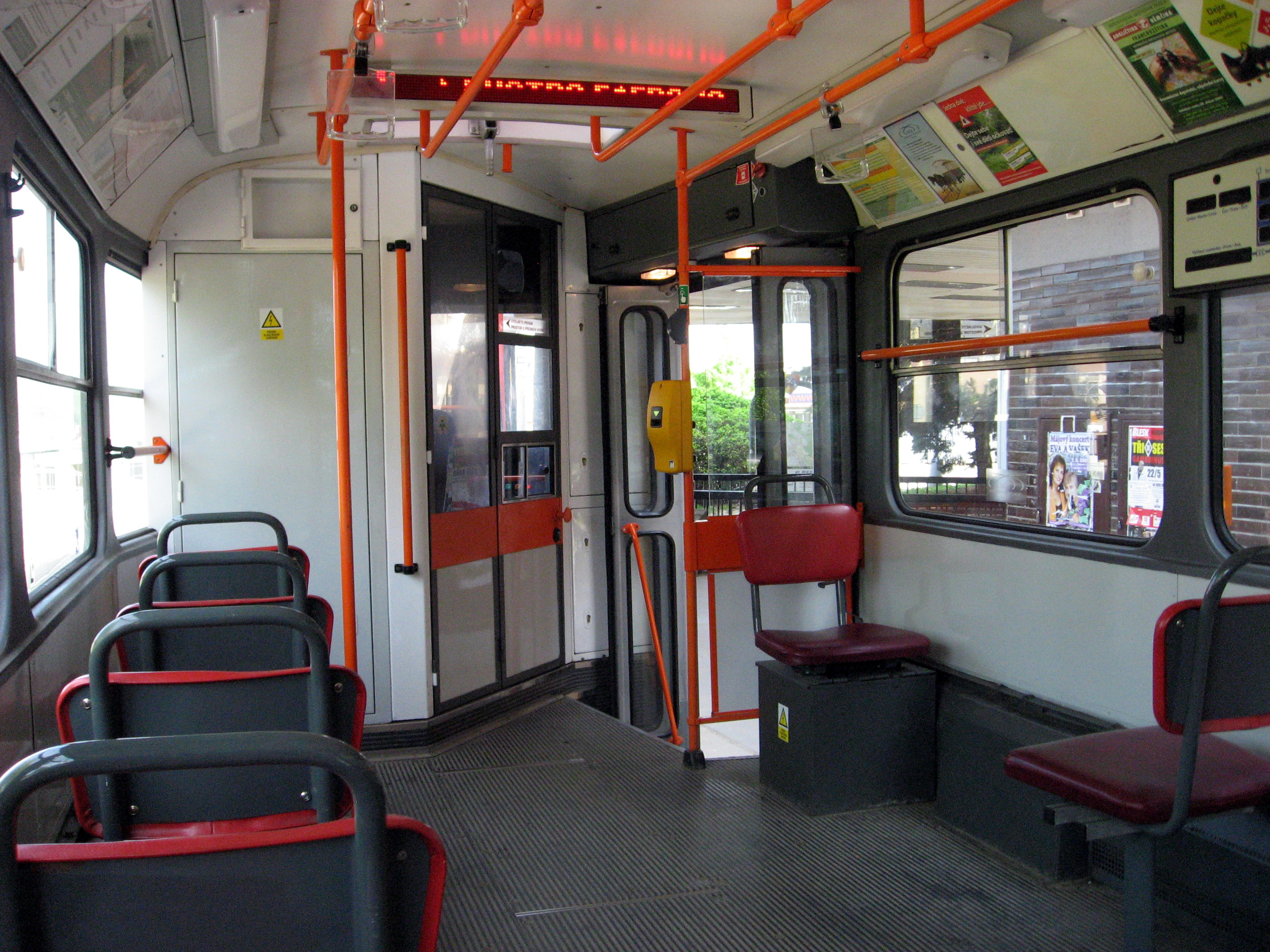
車内（運転室付近）（ブルノ）
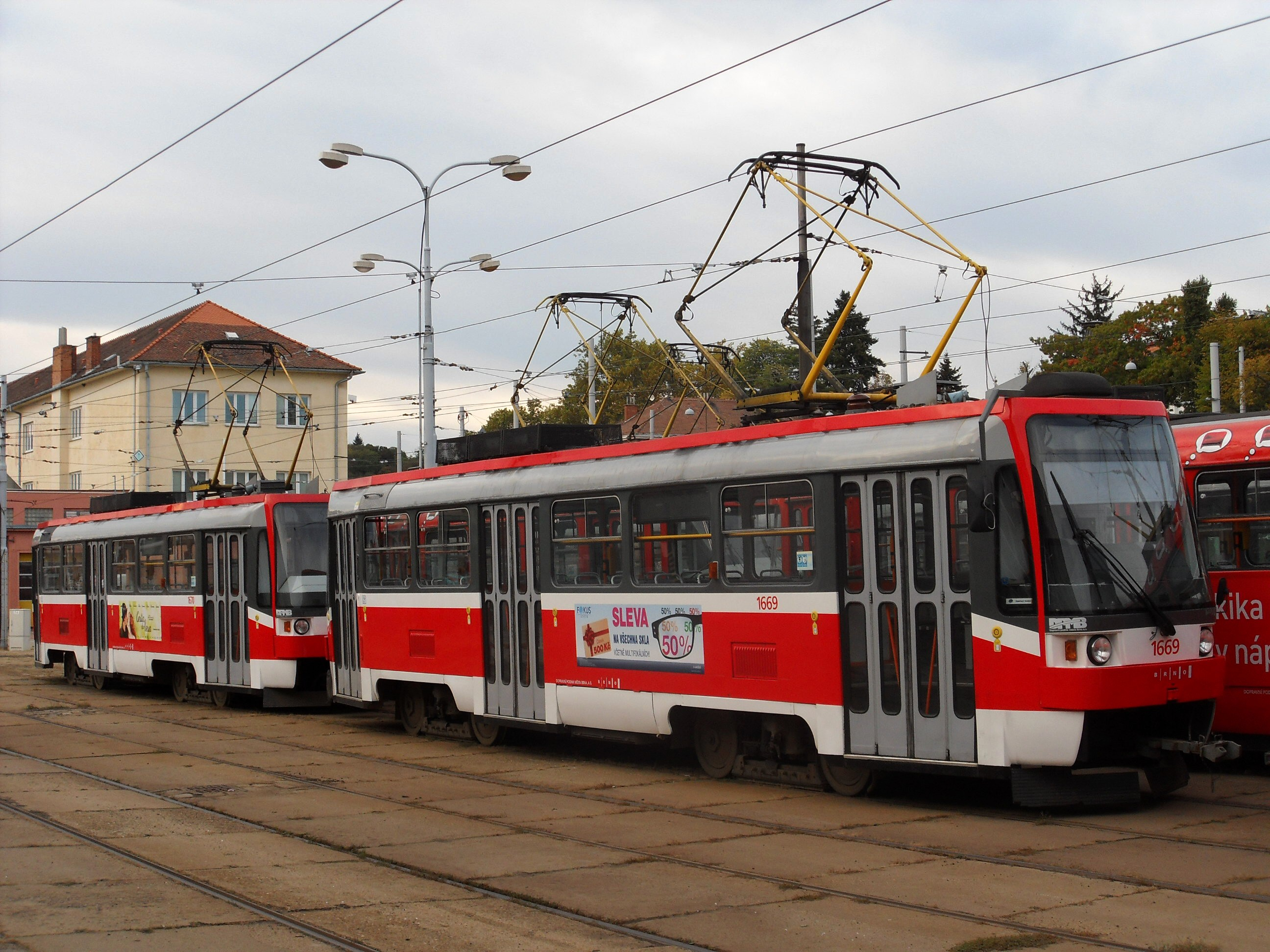
乗降扉は右側のみに存在する（ブルノ）

## 運用

### ロシア連邦

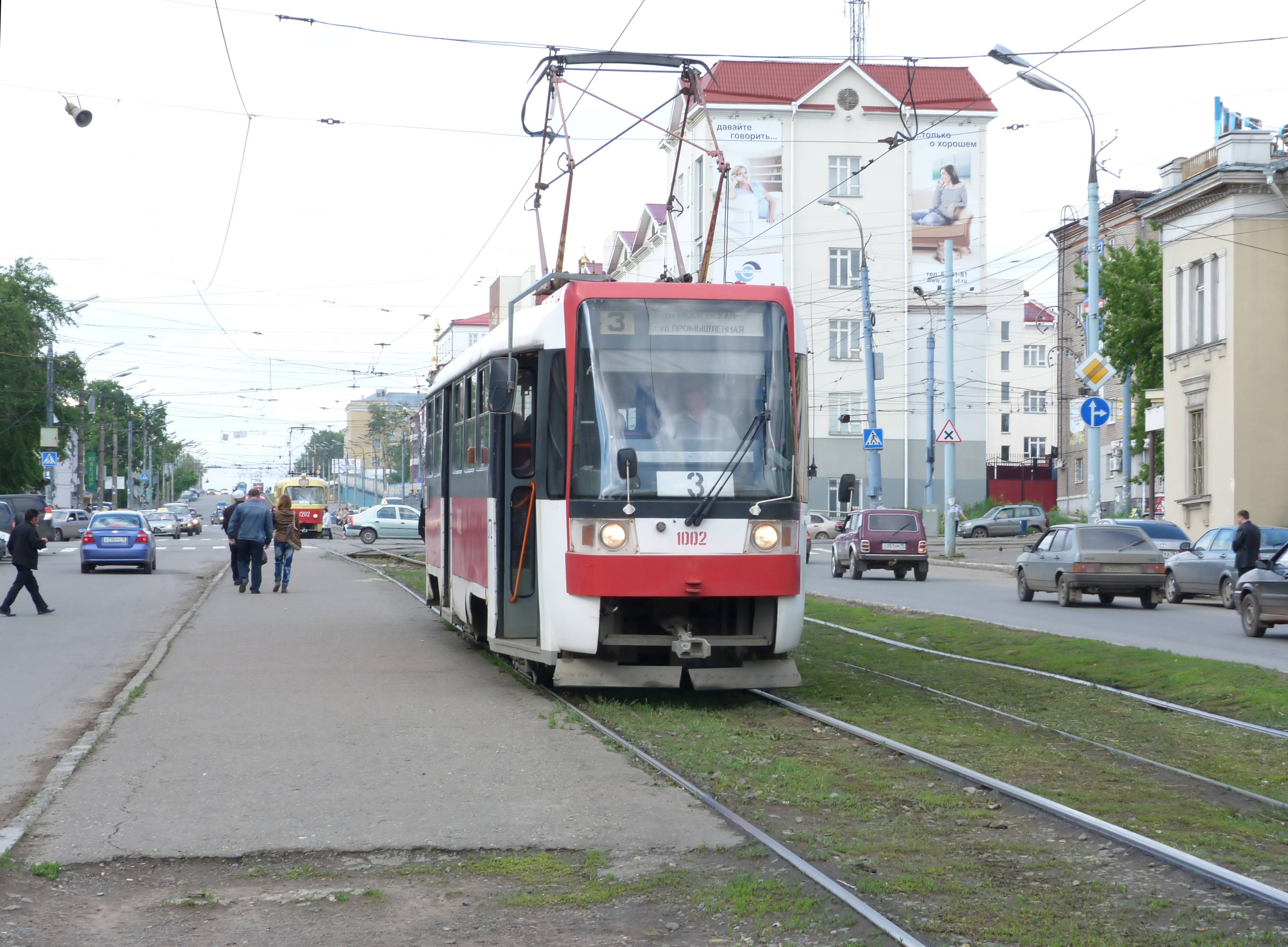
T3RF（イジェフスク、2011年撮影）

合計8両が製造されたT3RFのうち、ロシア連邦の都市に導入されたのは以下の6両であった。
- イジェフスク - 最初に製造されたT3RFはイジェフスクの路面電車であるイジェフスク市電向けの車両で、1997年に4両が作られている[3]。
- サマーラ - サマーラの路面電車であるサマーラ市電には1999年に2両のT3RFが導入された。主に2両編成で運行していたが、1両の前面窓ガラスが破損した影響で2019年の時点で両車とも営業運転を離脱している[6]。

### チェコ

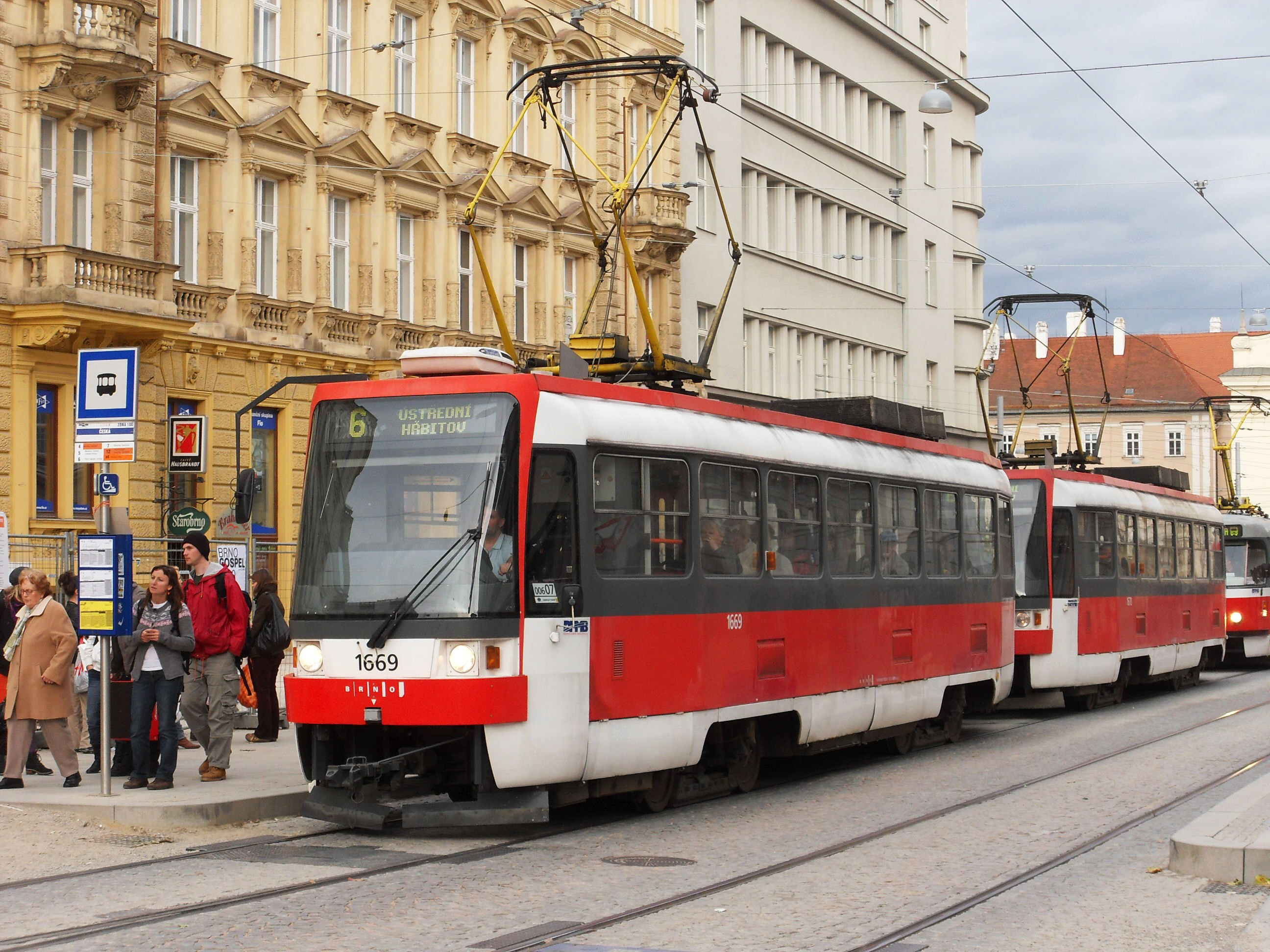
T3RF（ブルノ、2010年撮影）

当初の計画ではサマーラ市電には4両のT3RFが導入される予定だったが、うち2両は完成後に納入がキャンセルされたため、チェコ・ブルノの路面電車であるブルノ市電で使用される事になった。これに合わせ車内音声装置や車内案内表示装置の搭載、運転台への冷房装置の設置、主電動機の交換などブルノ市電での運用に合わせた各種改造が実施され、2002年から2両編成を組んで営業運転に使用されている。

## 関連形式
- タトラT3R "イシュ"（Tatra T3R «Иж»） - イジェフスク市電に在籍するタトラT3のうち、2001年に2両に対して更新工事を実施した形式。タトラT3RFに類似した車体を有しており、2007年には制御装置をセゲレック（英語版）（Cegelec）が開発したTVプログレス（TV Progress）およびロシア連邦のカノープス（Канопус）製の機器へと交換している。ただし2021年時点で両車とも運用を離脱している[12][13]。